# Burgers Bank
Burgers Bank was een bank te 's Gravenhage.
E.C. Burgers en W. Vintgens vestigden zich in november 1922 als commissionair in effecten te Den Haag onder de naam Burgers en Co’s Bank. In juni 1923 werd deze instelling een nv met een geplaatst kapitaal van 40.000 gulden.  
De bank was in het bijzonder actief bij het emitteren van buitenlandse en met name Hongaarse kerkelijk leningen. Haar medewerker en latere directeur I.Leenes kreeg daar zelfs een pauselijke onderscheiding voor. In 1929 opende de bank nog een bijkantoor te Delft. In juni 1930 werd echter de rentebetaling op een van deze obligatieleningen al een jaar na de uitgifte gestaakt. Dit leidde tot ernstige problemen en zelfs tot een faillissementsaanvraag in januari 1931, die door de rechtbank werd afgewezen. Nadat ook de rente op verschillende andere leningen niet betaald werd de bank in december 1932 failliet verklaard.